# Singafrotypa okavango
Singafrotypa okavango är en spindelart som beskrevs av Kuntner och Gustavo Hormiga 2002. Singafrotypa okavango ingår i släktet Singafrotypa och familjen hjulspindlar.
Artens utbredningsområde är Botswana. Inga underarter finns listade i Catalogue of Life.